# Éliane Droubry
 Éliane Dohi Droubry  est une nageuse internationale ivoirienne née le 24 novembre 1987 à Abidjan (Côte d'Ivoire).

## Biographie
Elle a vécu en Afrique du Sud où elle était étudiante à l’université de Pretoria. Grâce au Comité national olympique elle évolue à TusksSwimming, club de l’Université de Pretoria. Eliane Droubry est le plus grand espoir féminin de la Côte d'Ivoire en ce qui concerne la natation. Elle fait certainement partie des plus grandes sportives féminines actuelles de la Côte d'Ivoire avec Tra Lou Edwige au handball, etc. comme le sont Amélie Mauresmo et Laure Manaudou en France. Elle est spécialiste des 4 nages (papillon, brasse, crawl et dos) aux 50, 100 et 200 mètres / nage. Elle vit aujourd'hui en Belgique et s'entraîne au CNBA de Bruxelles Atalante.

## Palmarès et Prestations
- Participation, aux Jeux olympiques d'Athènes en 2004
- Classée 4e africaine avec un temps de 26 secondes 23 lors des huitièmes Jeux africains en 2003 au Nigéria[1]
- 2 minutes 10 secondes aux 200 mètres aux Championnats du monde de natation de Melbourne[1].
- Record woman nationale sur 800 m nage libre[2].
- Participation à la Coupe Orange à la Piscine Olympique d'État de Treichville
- Participation aux Jeux Afro-Asiatiques 2003
- Participation aux Jeux Africains 2007
- Participation aux Championnats du Monde de Manchester (UK) en 2008
- Record national 200 mètres nage libre
- Record national 200 mètres x 4 nages libre
- Record national 50 mètres brasse 33 secondes